# 八健将
八健将，小説《三国演义》中指呂布属下武将張遼、臧霸、郝萌、曹性、成廉、魏續、宋憲、侯成八人。
第十一回出现八健将的说法。吕布当先出马，两边摆开八员健将。第一个是张辽；第二个是臧霸。两将又各引三员健将：郝萌、曹性、成廉，魏续、宋宪、侯成。

## 正史中的八健将
与史实的不同之处
- 臧霸：不是呂布属下而是盟友关系的武将。
- 郝萌：《三国演义》称建安三年（198年）十二月在下邳城被曹操斩杀，正史是建安元年（196年）六月叛反呂布，高順将其讨灭。
- 曹性：《三国演义》称建安三年（198年）他射中夏侯惇一目，被夏侯惇杀死。正史是郝萌属下武将，郝萌叛乱後，吕布让他指揮郝萌旧部，之後再無歷史記載。
- 成廉：《三国演义》称興平二年（195年）战死，正史中建安三年（198年）十月在下邳城外被曹操捕获。
- 高順：呂布属下名将，但是没有列入八健将。

「健将」即对猛将、勇将的称呼，《後漢書》呂布传称呼成廉、魏越为健将。